# Stenus suspectus
Stenus suspectus är en skalbaggsart som beskrevs av Willis Blatchley. Stenus suspectus ingår i släktet Stenus och familjen kortvingar. Inga underarter finns listade i Catalogue of Life.